# Simion Ier Movilă
Pour les articles homonymes, voir Movila.
Simion Ier Movilă  est prince de Valachie, de 1600 à 1601 et de 1601 à 1602, et de Moldavie de 1606 à 1607. La monarchie était élective dans ces deux principautés roumaines, comme en Transylvanie et en Pologne voisines : le prince (voïvode, hospodar ou domnitor selon les époques et les sources) était élu par (et souvent parmi) les boyards : pour être nommé, régner et se maintenir, il s'appuyait sur les partis de boyards et fréquemment sur les puissances voisines, habsbourgeoise, polonaise, russe et surtout ottomane, car jusqu'en 1859 les deux principautés étaient vassales de la « Sublime Porte » ottomane dont elles étaient tributaires.

## Biographie

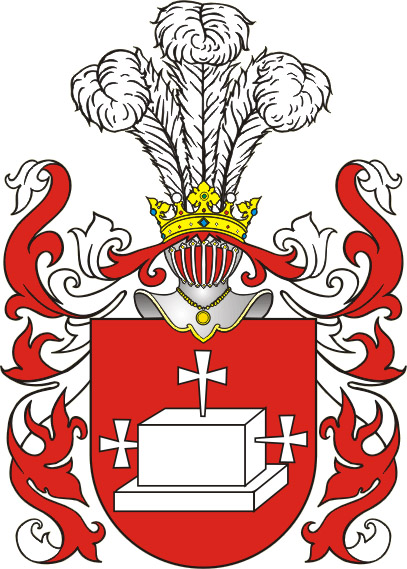
Armoiries de la famille Movilă

Fils cadet d'Ioan Movilă, il devient gouverneur en 1597. Trois ans plus tard, il s'appuie sur les Polonais pour remplacer Michel le Brave comme prince de Valachie du 20 septembre 1600 au 4 août 1601. Chassé par son prédécesseur, il redevient prince de Valachie après la mort de Mihai de novembre 1601 à juillet 1602. Il est à son tour remplacé par Radu X Șerban.
Après le décès de son frère Ieremia Movilă, il devient prince de Moldavie du 30 juin 1606 à sa mort le 14 septembre 1607. Il est inhumé comme son frère dans le monastère de Sucevița

## Union et postérité
Il épouse Marghita Hăra, fille de Gavril Hăra, dont il a :
- Mihai Movilă, prince de Moldavie ;
- Gavril Movilă, prince de Valachie ;
- Petru Movilă, né le 21 décembre 1596, mort le 1er janvier 1647, Métropolite de Kiev de 1633 à 1647 ;
- Musa Movilă, prince de Moldavie.